# 移剌捏児
移剌 捏児（いらつ ネル、? - 1228年）は、モンゴル帝国に仕えた契丹人の一人。

## 概要
移剌捏児は幼い頃から大志があり、膂力にも優れた人物であった。金朝が健在だった頃には参議・留守などの官に推されたこともあったが、いずれも固辞していたという。北方でチンギス・カンがモンゴル帝国を建国すると、親族たちに対して「国（金朝に滅ぼされた遼）がため、 復讐を為すのはまさにこの時である」と密かに語り、移剌捏児は配下の者100名余りを率いてモンゴル帝国に降った。移剌捏児は金朝を下すための策を10進言したため、これを奇としたチンギス・カンは「サイン・ビチクチ（賽因必闍赤）」の名を与えたという。また、チンギス・カンは移剌捏児に出身地を尋ね、移剌捏児が覇州であると答えると、「覇州元帥」の称号を授けた。
1215年（乙亥）、兵馬都元帥の称号を得て移剌捏児は左翼軍団長ムカリの指揮下に入り、北京をはじめ26城の攻略、利州の賊の劉四禄の平定に功績を挙げた。その後、錦州で自立を果たした張致が勢力を拡大すると、ムカリの命により移剌捏児・ウヤルらが張致討伐に派遣された。移剌捏児の奇襲によって張致を斬ることに成功したため、移剌捏児はこの功績により龍虎衛上将軍・兵馬都提控元帥の地位を得た。続いて遼西地方の黄海沿岸部に進んで広寧府・金州・復州・海州・蓋州等の15城を平定し、興州では再びウヤルと組んでこれを平定した。チンギス・カンは以上の功績を聞くと特別に詔を下しその活動をねぎらった。
1218年（戊寅）にはムカリに従って華北地方に入り、東平攻めに加わった。1221年（辛巳）には延安を攻め、1222年（壬午）には鳳翔の包囲に加わった。鳳翔攻めでは先んじて城壁に上って自ら数十人を殺し、左肩に矢を受けて重傷を負うも、負傷したまま丹州・延安攻めを続けた。ムカリは移剌捏児に休養するよう勧めたが、移剌捏児は死に至るような傷ではなく療養する必要はないと述べ、これを聞いたムカリは白馬を授けた。翌日、移剌捏児は朱纓で飾った白馬に跨り、配下の驍騎700を率いて金軍相手に活躍したため、高見から戦場を見ていたムカリは「あれこそ覇州元帥である」と称えたという。移剌捏児の活躍もあって遼西地方は全てモンゴル軍によって平定され、功績により軍民都達魯花赤・都提控元帥、兼興勝府尹の地位を得た。
1223年（癸未）からは西方速征から帰還したチンギス・カンの西夏遠征に加わり、甘州・合州・辛州・蛇州などの州を平定した。その後、ムカリの息子のボオルに従って益都の攻撃に加わったが、1228年（戊子）には病を得て高州に帰り、そこで亡くなった。死後は息子の移剌買奴（マイヌ）が跡を継いでいる。
なお、『集史』には千人隊長のウヤルが「契丹人の10の千人隊を率いていた」と記されている。移剌捏児とウヤルの行動は一致するものが多く、移剌捏児の軍団はこの「ウヤルの配下にあった契丹人」の中に含まれるものだったと考えられている。